# 格雷格斯維爾 (紐約州)
格雷格斯維爾（英語：Greigsville）是位於美國紐約州利文斯頓縣的普查規定居民點。

## 人口
根據2020年美國人口普查的數據，格雷格斯維爾的面積為1.84平方千米，皆為陸地。當地共有人口191人，而人口密度為每平方千米103.8人。